# Aedes purpureifemur
Aedes purpureifemur é um espécie de mosquito do Género Aedes, pertencente à família Culicidae.